# 笹川ひろし
笹川 ひろし（ささがわ ひろし、本名・笹川浩、1936年7月9日 - ）は、日本の男性アニメ監督、漫画家、作家。タツノコプロ顧問。福島県会津若松市出身。

## 概要
手塚治虫のアシスタントから漫画家を経て、タツノコプロの創立時から演出家として活躍。1970年代から1980年代にかけてのタツノコ黄金時代の立役者の一人。代表作は『タイムボカンシリーズ』など。ギャグ作品を多く手がけており、マンネリを生かしたギャグの演出を得意とする。「ギャグアニメの帝王」「アニメ界の欽ちゃん」とも言われた。しかし、当人は『新造人間キャシャーン』のようなシリアスなストーリーが好みであるという。タツノコプロを退社していた80〜90年代前半にかけては『忍者ハットリくん』『パーマン』『オバケのQ太郎』『ポコニャン！』など藤子不二雄作品を多く手掛けていた。
タツノコプロでは取締役兼演出部長として1975年に研修生を募集し、演出家要員として真下耕一、うえだひでひと、西久保瑞穂、押井守を採用（彼らは後に「タツノコ四天王」と呼ばれるようになる）。個人事務所の笹川ひろし事務所には、長田ノオト、上北双子(現：ふたご)（上北実那、上北希沙）、今川泰宏、茂木智里らが在籍するなど、数々の人材を育成している。
『タイムボカンシリーズ』に登場する「ドクター笹ヤブ」、および「ささやきレポーター」は笹川がモデルであり、また、同シリーズの三悪の中のジュリー・コケマツを除く頭脳担当（グロッキー、ボヤッキー〈リメイク版含む〉、トボッケー、セコビッチ、コスイネン、ダサイネン、ヒエール、ツブヤッキー等）も笹川がモデルの一人と言われている。

## 来歴
郷里の会津若松で漆塗り職人に就いたが漫画家になる夢を捨て切れず、同郷の平田昭吾らと会津漫画研究会を結成し、傾倒する手塚治虫に漫画を投稿し続ける。それが契機となり、手塚の誘いで1957年に上京、手塚治虫のフルタイムの専属アシスタント第一号となる。月刊誌『少年画報』の1958年9月号から1959年3月号まで連載された『探偵学校』で漫画家デビュー。
1959年に手塚治虫のチーフアシスタントを独立して、一本立ち。『少年画報』誌では続けて『鉄腕ベビー』を連載。1963年に創刊された週刊漫画誌『少年キング』で連載した『魔犬五郎』は1972年に東映動画で『魔犬ライナー0011変身せよ!』として劇場アニメ化されたが、タツノコプロ在籍中のためにアニメ化にはタッチしていない。『魔犬五郎』は『新造人間キャシャーン』に登場するロボット犬フレンダーの原型でもある。その他の漫画作品には『週刊少年マガジン』連載の『ワンワン刑事』『少年社長』など。
手塚治虫のアシスタントから独立後、虫プロのテレビアニメ『鉄腕アトム』の絵コンテを2本描いたことでアニメの魅力に取り憑かれ、当時交友関係のあった吉田竜夫にアニメ製作の話を持ちかけた。当時のタツノコプロは吉田兄弟で経営する漫画スタジオだったが、同時期にタツノコプロへ東映動画からテレビアニメを共同制作する企画が持ち込まれ、共同制作の話は流れたものの、吉田竜夫はタツノコプロ単独でアニメ制作へ乗り出す。笹川は吉田のアシスタントだった原征太郎と2人で東映動画でアニメーターの養成教育を受け、タツノコプロ創立時から演出スタッフとして吉田竜夫を支えた。
1967年から放送の『おらぁグズラだど』でタツノコプロにギャグアニメという新たな路線を敷く。1975年から始まったタイムボカンシリーズはタツノコプロのカラーのアクションとギャグを融合させようと企画し、タツノコプロを代表するシリーズとなった。
1979年9月、古くからの同郷の友人で絵本作家の平田昭吾の誘いでタツノコプロを退社し、西崎義展の東京動画へと移籍。個人事務所の笹川事務所も設ける。タツノコプロ退社後も引き続き『タイムボカンシリーズ』を担当するとともに、東京動画では『メーテルリンクの青い鳥 チルチルミチルの冒険旅行』『宇宙戦艦ヤマトIII』を担当。さらに東京動画はシンエイ動画の下請けをすることとなり、『忍者ハットリくん』の総監督に就任した。それにより、Aプロ（東京ムービー）時代の色香を残していたシンエイ動画の作品に新風をもたらし、『忍者ハットリくん』の「ズコー!」などに見られる「ずっこけ台詞」を数多く生み出して子供達に人気を博した。1983年に東京動画が解散し、西崎義展との契約が終了した以降も、シンエイ動画での作品が仕事の中心となった。この頃の笹川は、週2、3本の監督の掛け持ちは当たり前で、さらに平田の勧めで児童小説を書くようになったので、多忙を極めた。
1990年に『ドラえもん』の初代テレビ朝日担当プロデューサーで、映像企画会社スタッフ21の社長であった菅野てつ勇（菅野哲夫）からアニメスタジオ設立の相談を受け、翌1991年に同社の子会社となるアニメーション21の立ち上げに参加している。笹川が監修的立場に立って『サラダ十勇士トマトマン』『おーい!竜馬』『ポコニャン』『カンビュセスの籤』を制作するも、バブル崩壊の影響もあって経営は長続きせず、数年でスタッフ21もろとも解散する。
OVA『タイムボカン王道復古』に監修として参加した事がきっかけとなり、1994年から顧問・企画室ディレクターとしてタツノコプロへ復帰した。
2009年3月公開の実写映画『ヤッターマン』にはドロンボー一味のインチキ商売に騙される客としてカメオ出演している。
2010年3月には郷里の会津若松市の観光PRキャラクター、お城ボくんをデザインした。モチーフは鶴ヶ城。

## 参加作品

### アニメ

#### テレビアニメ
1965年
- 宇宙エース（ - 1966年、監督）

1967年
- マッハGoGoGo（第1作）（ - 1968年、総監督）
- おらぁグズラだど（第1作）（ - 1968年、原作・総監督・脚本）

1968年
- ドカチン（ - 1969年、監督）

1969年
- ハクション大魔王（ - 1970年、総監督）

1970年
- いなかっぺ大将（ - 1972年、総監督）

1971年
- カバトット（ - 1972年、監督）

1972年
- かいけつタマゴン（ - 1973年、監督）

1973年
- けろっこデメタン（総監督）
- 新造人間キャシャーン（ - 1974年、総監督）

1974年
- てんとう虫の歌（ - 1976年、総監督）
- ウリクペン救助隊（ - 1975年、総監督）

1975年
- 宇宙の騎士テッカマン（総監督（前半）・演出）
- タイムボカン（ - 1976年、総監督）

1976年
- ポールのミラクル大作戦（ - 1977年、チーフディレクター）

1977年
- ヤッターマン（ - 1979年、チーフディレクター）
- 一発貫太くん（ - 1978年、総監督）

1978年
- 科学忍者隊ガッチャマンII（ - 1979年、総監督）

1979年
- ゼンダマン（ - 1980年、総監督）
- 怪盗ルパン 813の謎（監督）

1980年
- メーテルリンクの青い鳥 チルチルミチルの冒険旅行（監督）
- タイムパトロール隊オタスケマン（ - 1981年、総監督）
- 宇宙戦艦ヤマトIII（ - 1981年、絵コンテ・演出）

1981年
- ヤットデタマン（ - 1982年、総監督）
- ブレーメン4 地獄の中の天使たち（演出）
- 忍者ハットリくん（ - 1987年、総監督）

1982年
- 逆転イッパツマン（ - 1983年、総監督）
- フクちゃん（ - 1984年、監督）
- ときめきトゥナイト（ - 1983年、総監督）

1983年
- パーマン（2作目）（ - 1985年、総監督）
- イタダキマン（総監督）
- ストップ!! ひばりくん!（ - 1984年、絵コンテ）

1984年
- OKAWARI-BOY スターザンS（原案）
- オヨネコぶーにゃん（ - 1985年、総監督）

1985年
- オバケのQ太郎（第3作）（ - 1987年、総監督）

1987年
- ウルトラB（ - 1989年、総監督）
- げらげらブース物語（ - 1988年、総監督）
- おらぁグズラだど（第2作）（ - 1988年、原作）

1988年
- つるピカハゲ丸くん（ - 1989年、監修）
- どんどんドメルとロン（ - 1989年、監督）
- ビリ犬（ - 1989年、総監督）

1989年
- ビリ犬なんでも商会（総監督）
- ダッシュ!四駆郎（ - 1990年、総監督）

1990年
- 平成天才バカボン（監督）
- ガタピシ（ - 1991年、監督）

1991年
- 炎の闘球児 ドッジ弾平（ - 1992年、総監督）

1992年
- サラダ十勇士トマトマン（ - 1993年、総監督）
- お〜い!竜馬（ - 1993年、総監督）

1993年
- ポコニャン!（ - 1996年、総監督）

1995年
- ドッカン!ロボ天どん（ - 1996年、監督）

1996年
- シンデレラ物語（総監督）

1997年
- マッハGoGoGo（第2作）（総監督）

1999年
- 世紀末伝説ワンダフルタツノコランド -円盤星人UBO-（総監督）

2000年
- タイムボカン2000 怪盗きらめきマン（総監督）

2001年
- よばれてとびでて!アクビちゃん（ - 2002年、総監督）

2008年
- ヤッターマン (リメイク版)（ - 2009年、総監督・限定版第2弾で特別出演）

2015年
- 夜ノヤッターマン（スーパーバイザー）

2021年
- MUTEKING THE Dancing HERO（エグゼクティブディレクター）

#### 劇場アニメ
1982年
- 忍者ハットリくん ニンニン忍法絵日記の巻（総監督）

1983年
- 忍者ハットリくん ニンニンふるさと大作戦の巻（総監督）

1984年
- 忍者ハットリくん+パーマン 超能力ウォーズ（総監督）

1985年
- 忍者ハットリくん+パーマン 忍者怪獣ジッポウVSミラクル卵（総監督）

#### OVA
1985年
- こちら葛飾区亀有公園前派出所（タツノコプロ制作のイベント上映版）（監督）※1988年に『ジャンプ』のプレゼント景品としてビデオソフト化発売された

1987年
- かってにシロクマ（監督）

1990年
- ウルトラマングラフィティ おいでよ!ウルトラの国（監督）
- 戦国武将列伝 爆風童子ヒッサツマン（監督）

1991年
- カンビュセスの籤（総監督）

1993年
- タイムボカン王道復古（ - 1994年、監修）

2012年
- 一発必中!!デバンダー（監督）

### 漫画
- 宇宙ノミダー（曙出版）[10]

### 小説
- 「ハレー探偵長ストーリー」ポプラ社文庫 SF・ミステリーシリーズ

1、夜霧に消えた美少女 1986
2、おどけ仮面は夜おどる 1986
3、悪魔のピッチング 1986
4、歩くチューリップ 1987
5、青い目の猫の復讐 1987
変身少女と湯タンポ探偵長 1989
- 「ドッキリふたご名探偵」ポプラ社文庫 SF・ミステリーシリーズ

1、はっとして死ンデレラ 1987　
2、はっとして霊感少女 1988
3、白雪姫の毒リンゴ事件 1988
4、悪魔のくれたワンピース 1988
5、ポテト姫は捕り物がお好き 1989
6、秘密の原宿アイドル通り 1989
7、魔女とケーキにご用心 1990
8、事件のカギはドッキリアニメ 1990
9、とおりゃんせ!恋の占い館 1990
10、主役はねむれる森の美女 1991
11、アイドルは幽霊少女 1991
12、名探偵はナゾナゾの王様 1991
13、本番!ドッキリテレビ局 1991
14、心霊写真でドッキリ気分 1992
15、名探偵のドッキリ映画ロケ 1992
16、今夜も悪魔がショッピング 1992
17、宝石どろぼうと超能力犬ポチ 1993
18、幽体離脱でドッキリ旅行 1993
ショックな夜の魔法塾 1994
病院のおばけが、ポケベルならす 1994
幽霊のポケベル・メッセージ 1994
天使は幽霊屋敷が大きらい 1995
最強ライバルは少年探偵 1995
- 『フランケンのひっこし屋さん』ポプラ社 1987 ひょうきんおばけ劇場
- 『雪女のファッションショー』ポプラ社 1987 ひょうきんおばけ劇場
- 『心うきうき気分はかぐや姫』こだま書店 1989
- 『サラダ十勇士トマトマン』

『きゅうけつドラキューリのまき』上北双子絵 1992 ポプラ社の新・小さな童話
『ゆうれいかいぞく大さくせん』上北双子絵 学習研究社 1992
『チョウのドレス大さくせん』上北双子絵 学習研究社 1992
『プレゼント・ピザ大さくせん』上北双子絵 学習研究社 1992
『それいけトマトマン』上北双子絵 1992 ポプラ社の新・小さな童話
『タイムマシンで大ぼうけん』徳山光俊、橋本とよ子絵 1992 ポプラ社の新・小さな童話
『トマトマンのじどうしゃレース』徳山光俊、橋本とよ子絵 1992 ポプラ社の新・小さな童話
- 『黒ひげ危機一発へんてこかいぞく1、2の3』徳山光俊絵 1995 ポプラ社の新・小さな童話
- 『黒ひげ危機一発ゆうれい船のおばけパーティー』徳山光俊絵 1995 ポプラ社の新・小さな童話
- 『黒ひげ危機一発たからもの1ばんコンテスト』徳山光俊絵 1996 ポプラ社の新・小さな童話

### 自伝
- 『ぶたもおだてりゃ木にのぼる 私のマンガ道とアニメ道』ワニブックス 2000

### その他
- ヤッターマン（実写映画版）　監修を担当。自身もどくろ鮨の客として特別出演。
- バラエティーニュース キミハ・ブレイク『ナインティナインの超体感クイズ・CARS -カーズ-』（TBSテレビ、2009年8月11日放送） 番組進行役のナインティナインの2人のコスチュームデザインを担当。
- 夜桜四重奏　第5話のエンドカードを上北ふたごと共同担当。